# 28344 Tallsalt
28344 Tallsalt este o planetă minoră (asteroid) din centura de asteroizi. A fost descoperită pe 22 martie 1999 la Stația Anderson Mesa de Lowell Observatory Near-Earth-Object Search. 
Obiectul prezintă o orbită caracterizată de o semiaxă mare de 2,5746972 UAi, o excentricitate de 0,17, o înclinație de 4,55362 ° în raport cu ecliptica.